# Chavela Vargas

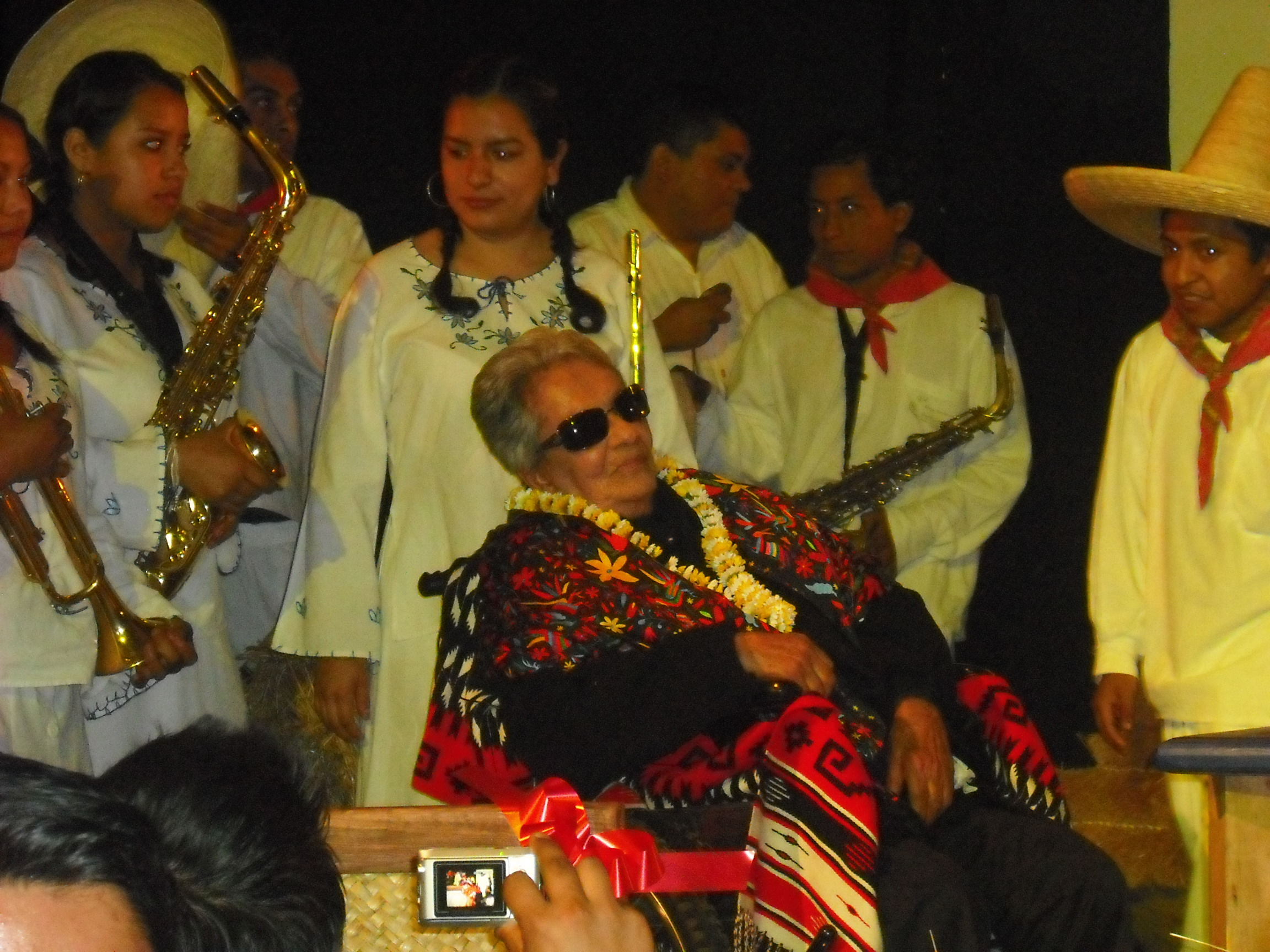
Chavela Vargas 2009 in Tepoztlán

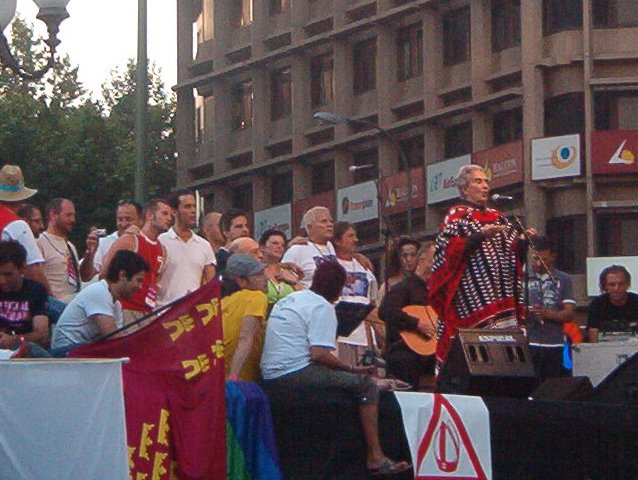
Chavela Vargas 2006 in Madrid

Chavela Vargas (* 17. April 1919 in San Joaquín de Flores, Costa Rica; † 5. August 2012 in Cuernavaca, Mexiko, eigentlich Isabel Vargas Lizano) war eine mexikanische Sängerin traditioneller mexikanischer Rancheras, üblicherweise von Männern vorgetragener Lieder über deren Hingabe zu Frauen. Markant war ihre tiefe, raue Stimme.

## Leben und Werk
Im Alter von 14 Jahren kam Vargas nach Mexiko. In den 1950er Jahren begann sie, professionell zu singen und trat viele Jahre mit dem bekanntesten Ranchera-Sänger und -Komponisten Mexikos José Alfredo Jiménez auf. 1961 entstand Vargas’ erste Schallplattenaufnahme; etwa 80 weitere folgten. 1979 zog sie sich aus dem Musikgeschäft zurück und lebte in Cuernavaca.
Der Schweizer Walter Saxer, ausführender Produzent der meisten Filme von Werner Herzog (Aguirre, der Zorn Gottes, Fitzcarraldo), war seit seiner Jugend ein glühender Fan der Vargas. Obwohl sie seit Jahren keine öffentlichen Auftritte mehr hatte und nicht mehr in Mexiko lebte, schlug er sie für die Besetzung einer Indianerin im Film Cerro Torre: Schrei aus Stein vor. Nach intensiver Suche zusammen mit der mexikanischen Regieassistentin Luz Maria Rojas fanden sie Chavela 1989 völlig mittellos in einer Art Gartenlaube in einem Dorf zwei Stunden entfernt von der Hauptstadt San Jose in Costa Rica. Saxer überzeugte die damals 70-jährige Chavela, mit ihm zum Cerro Torre in Patagonien (Argentinien) zu kommen und die Rolle für US$ 25.000 zu spielen. Damit war der Grundstein gelegt für ein unglaubliches Comeback.
Ein Jahr später entdeckte auch Pedro Almodóvar ihre markante Stimme und wählte sie als Interpretin für den Soundtrack seiner Filme Die Waffen einer Frau (Tacones lejanos) und Mein blühendes Geheimnis (La flor de mi secreto). 1993 nahm Chavela Vargas in Spanien innerhalb nur eines Tages zwei neue Alben auf, 1994 ein drittes. Danach ging sie auf Konzerttournee.
Für den Film Frida arbeitete sie mit dem Komponisten Elliot Goldenthal zusammen und nahm unter anderem ihren Klassiker Paloma Negra neu auf. In einer Szene mit Salma Hayek erschien sie als Tod. Vargas soll als junge Frau selbst eine Affäre mit der Malerin Frida Kahlo gehabt haben. In einem kolumbianischen Fernsehinterview im Jahr 2000 bekannte sie sich zu ihrer Homosexualität.
Im Alter von 83 Jahren debütierte Chavela Vargas 2003 in der New Yorker Carnegie Hall.
2007 erschien das Album Cupaima beim Marburger Label Tropical Music, 2010 das Album ¡Por mi culpa! und 2012 folgte das Album La Luna grande, eine Hommage an Federico García Lorca.

## Auszeichnungen
- 2000: Großkreuz des spanischen Ordens 'Isabel la Católica'[1]

## Dokumentarfilm
- 2017: "Chavela" von Catherine Gund und Daresha Kyi, laut Art-Magazin eine Schilderung auch ihrer schwierigen Seiten sowie insgesamt "eine ausgewogene, alle Facetten ausleuchtende Annäherung an eine 'Mannsfrau', die ... ein von Bohemiens aller couleur ersehntes vergangenes Mexico entführt, das es so längst nicht mehr gibt".[2]